# Ammospermophilus interpres
Espèce
Statut de conservation UICN

 LC  : Préoccupation mineure
Ammospermophilus interpres, parfois appelé écureuil-antilope du Texas, est un rongeur de la famille des Sciuridae. Il vit aux États-Unis et au Mexique.